# Roman court
Un roman court ou une novella est un type d'œuvre littéraire dont la longueur se situe habituellement entre la nouvelle et le roman[source insuffisante]. Classiquement, le roman court est un récit de fiction comportant peu de protagonistes et cherchant à développer un sujet précis, alors que dans un roman traditionnel, plusieurs trames narratives peuvent s'entrecroiser. 

## Origine
Au début, la plupart des novellas ont été publiées dans des collections de nouvelles. Au XIXe siècle, la nouvelle était la forme privilégiée pour les récits policiers, fantastiques et de science-fiction. À l’époque, l’orthotypographie causait des problèmes aux typographes et aux éditeurs[pas clair] ; la novella était trop longue ou trop brève pour être publiée seule. Sous 80 000 signes, le dos du livre devenait trop fin pour qu’on puisse y placer du texte, au-dessus de 250 000 signes, le prix n’était plus facilement accessible au public pour le produit livré. Les éditeurs se trouvaient devant un dilemme.
Le concept de novella n’est pas spécifique à la littérature anglophone. Dans la littérature russe, l’équivalent est le « povest ». Cependant, un « povest » traduit en français est presque toujours considéré comme un « roman ».

## Exemples de romans courts
| Titre                                         | Auteur                 | Parution | Références |
| --------------------------------------------- | ---------------------- | -------- | ---------- |
| La Ferme des animaux                          | George Orwell          | 1945     | ,          |
| Billy Budd, marin                             | Herman Melville        | 1924     | ,          |
| Petit Déjeuner chez Tiffany                   | Truman Capote          | 1958     | ,          |
| Un chant de Noël                              | Charles Dickens        | 1843     | ,          |
| L'Orange mécanique                            | Anthony Burgess        | 1962     | ,          |
| Ethan Frome                                   | Edith Wharton          | 1911     | ,          |
| Goodbye, Columbus                             | Philip Roth            | 1959     | ,          |
| Au cœur des ténèbres                          | Joseph Conrad          | 1899     | ,          |
| Je suis une légende                           | Richard Matheson       | 1954     | [ 5 ]      |
| La Métamorphose                               | Franz Kafka            | 1915     | ,          |
| Des souris et des hommes                      | John Steinbeck         | 1937     | [ 2 ]      |
| Le Vieil Homme et la Mer                      | Ernest Hemingway       | 1952     | ,          |
| L'Étrange Cas du docteur Jekyll et de M. Hyde | Robert Louis Stevenson | 1886     | ,          |
| L'Étranger                                    | Albert Camus           | 1942     | ,          |
| La Guerre des mondes                          | H. G. Wells            | 1898     | ,          |

## Nombre de mots
Il existe de nombreux prix du meilleur roman court. Ceux-ci imposent des limites diverses à la longueur des textes :
- Prix Hugo du meilleur roman court : entre 17 500 et 40 000 mots[6]
- Prix Nebula du meilleur roman court : entre 17 500 et 39 999 mots[7].
- Prix Locus du meilleur roman court : entre 17 500 et 40 000 mots[8]
- Prix World Fantasy du meilleur roman court : entre 10 001 et 40 000 mots[9]
- Prix British Fantasy du meilleur roman court : entre 15 000 et 40 000 mots[10].
- Prix Shirley-Jackson du meilleur roman court : entre 17 500 et 39 999 mots[11].
- Prix RITA du meilleur roman court romantique : entre 20 000 et 40 000 mots[12].

Entre les nouvelles et les romans courts, ces prix américains peuvent avoir un prix dédié aux nouvelles longues (ou novelette) qui débute à 7 500 mots.